# Christoph Heinrich von Watzdorf
Christoph Heinrich von Watzdorf, ab 1719 Graf von Watzdorf, zeitgenössisch meist Watzdorff (* 4. Oktober 1670; † 3. Januar 1729 in Dresden) war ein kurfürstlich-sächsischer Kabinettsminister unter August dem Starken sowie Rittergutsbesitzer und Bauherr von Schloss Lichtenwalde.

## Leben
Er stammte aus dem vogtländischen Adelsgeschlecht Watzdorf, dessen Vertreter sich in der Grafschaft Mansfeld, insbesondere in Erdeborn bei Sangerhausen niedergelassen hatte. Christoph Heinrich von Watzdorf stellte sich wie viele seiner Familienmitglieder in den Dienst der Wettiner. Am Hof Augusts des Starken in Dresden stieg er zum königlich-polnischen und kurfürstlich-sächsischen Kabinettsminister und wirklichen Geheimer Rat, Obersteuer- und Generalakzisedirektor sowie Dompropst zu Budißin auf. Aus dem Besitz seines Vaters und durch Ankauf verfügte er über zahlreiche Rittergüter im Kurfürstentum Sachsen, darunter Crostau und Stedten. Am 21. August 1721 verkaufte er in Dresden letztgenanntes Gut, das ein Mannlehen war, an den braunschweig-lüneburgischen Hauptmann Hans Heinrich von Bodenhausen auf Burgkemnitz.

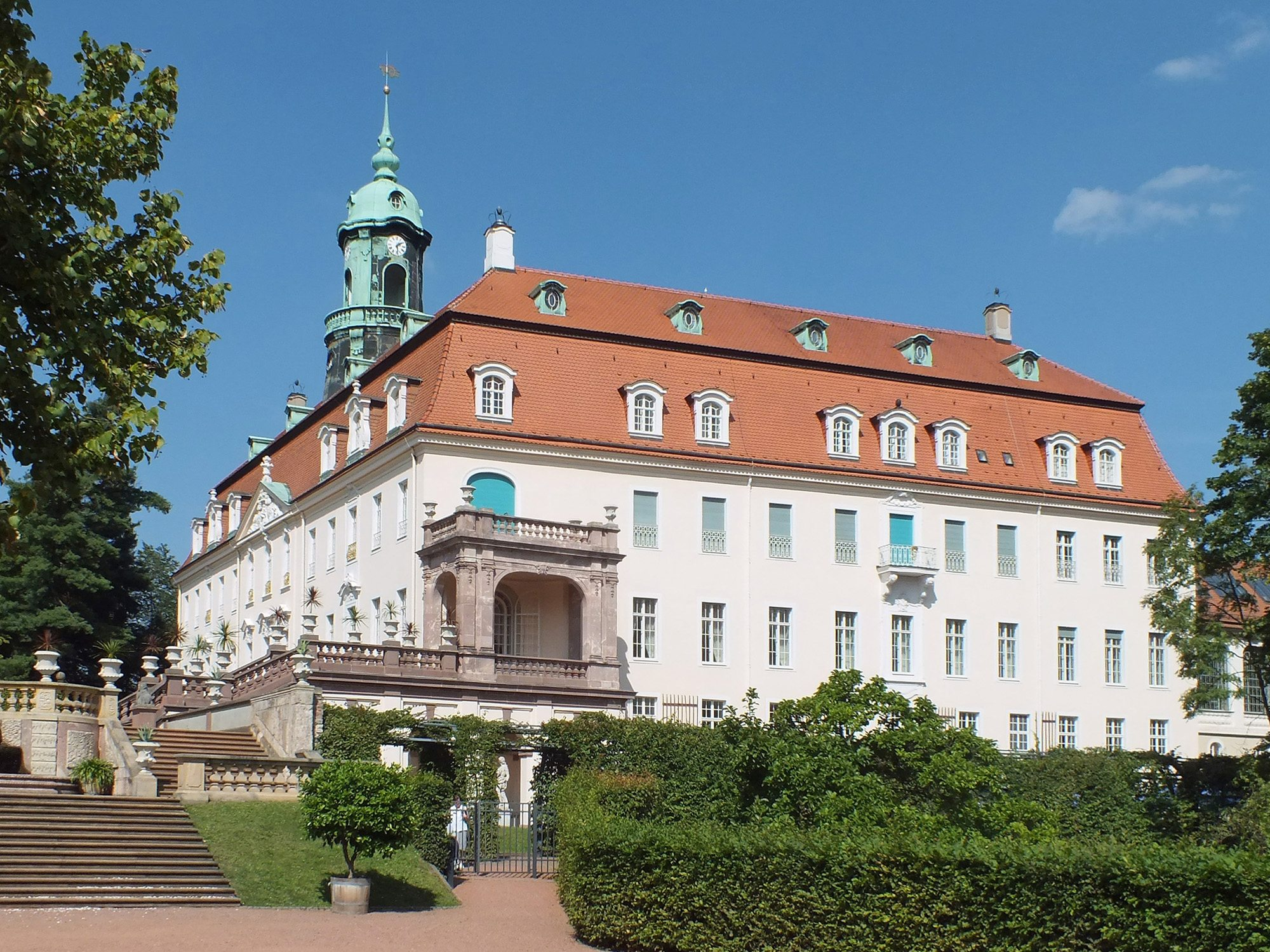
Schloss Lichtenwalde

Im Jahre 1722 kaufte er die Burganlage Schloss Lichtenwalde bei Chemnitz. Er ließ auf den Grundmauern des Vorgängerbaus eine dreigeschossige Dreiflügelanlage errichten. Ein schlichter Baukörper mit einem Mansardenwalmdach zählte zu den größten Privatanlagen Sachsens. Im Inneren des Schlosses wurden Kunstschätze gesammelt und einem erlauchten Publikum präsentiert.
Aufgrund seiner Verdienste um den sächsisch-polnischen Staat wurde er und seine Nachkommen im Jahre 1719 in der Reichsgrafenstand erhoben.
Verheiratet war er mit Wilhelmine Friederike von Bock-Blosheim († 1744). Sein Sohn Friedrich Karl von Watzdorf war von 1729 bis 1740 sein Nachfolger als Standesherr der Herrschaft Pförten. Christian Heinrich von Watzdorf war sein jüngerer Sohn.